# Transtornos do humor
Transtornos do humor (português brasileiro) ou perturbações do humor (português europeu) são aqueles nos quais o sintoma central é a alteração do humor ou do afeto. Afeta diversas áreas da vida do indivíduo (profissional, familiar, social...) e a maioria dos outros sintomas são menos prejudiciais ou consequência do humor alterado. Tendem a ser recorrentes e a ocorrência dos episódios individuais pode frequentemente estar relacionada com situações ou fatos estressantes.

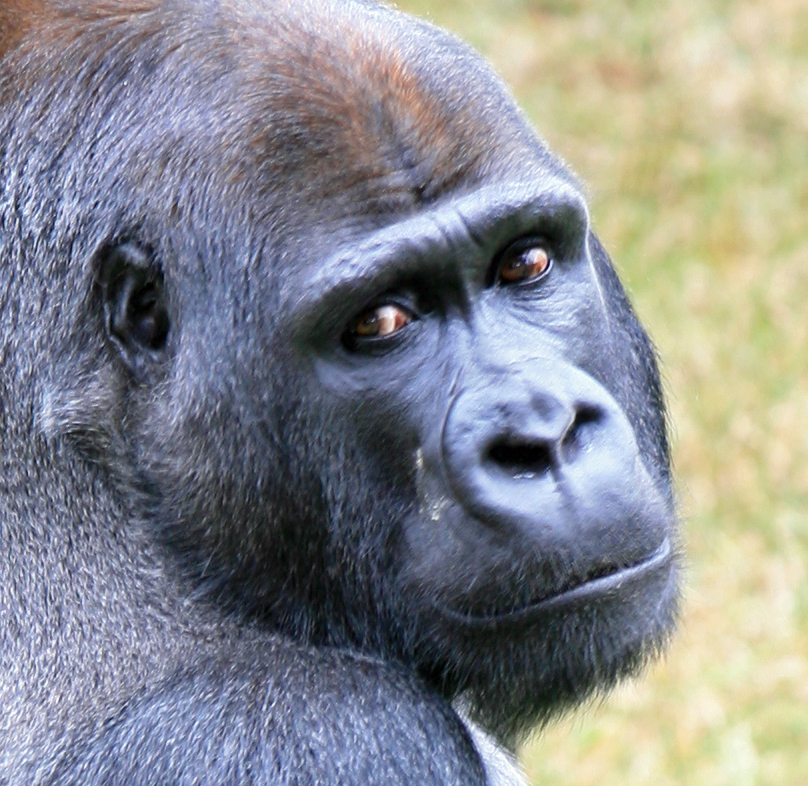
Animais também sofrem com transtornos de humor, especialmente quando em cativeiro.

Não se classifica como transtorno do humor quando a alteração de humor seja causada por outra doença ou por medicamentos. Nesse caso, ela será apenas um sintoma.

## Classificação

### CID-10
Classificação segundo a Classificação Internacional de Doenças atual (CID-10)
- F30 - Episódio maníaco;
- F31 - Transtorno afetivo bipolar;
- F32 - Episódio depressivo;
- F33 - Transtorno depressivo recorrente;
- F34 - Transtornos persistentes do humor:
  - F34.0 - Ciclotimia;
  - F34.1 - Distimia.

### DSM-IV

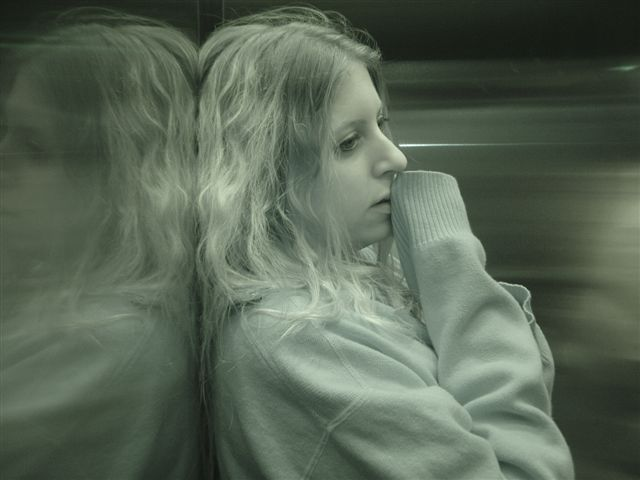
Transtornos do humor atingem mais de 20% da população em algum momento de suas vidas.

Classificações segundo o Dicionário de Saúde Mental IV edição (DSM-IV).
- 293.83 - Transtorno do humor devido a condição médica geral;
- 296.xx - Transtorno depressivo maior;
- 300.4 - Transtorno distímico;
- 301.13 - Transtorno ciclotímico;
- 311 - Transtorno depressivo sem outra especificação;
- ___.__ - Transtorno do humor induzido por substâncias (depende dos códigos específicos da substância causadora);

Quarto dígito do transtorno depressivo maior
- 1 Associado a episódios maníacos (ou seja, Bipolar);
- 2 Episódio único;
- 3 Recorrente;
- 9 Sem outra especificação.

Quinto dígito do transtorno depressivo maior
- 1 Leve;
- 2 Moderado;
- 3 Severo Sem Aspectos Psicóticos;
- 4 Severo Com Aspectos Psicóticos;
- 5 Em Remissão Parcial;
- 6 Em Remissão Completa e;
- 0 Sem outra especificação.

### Outros

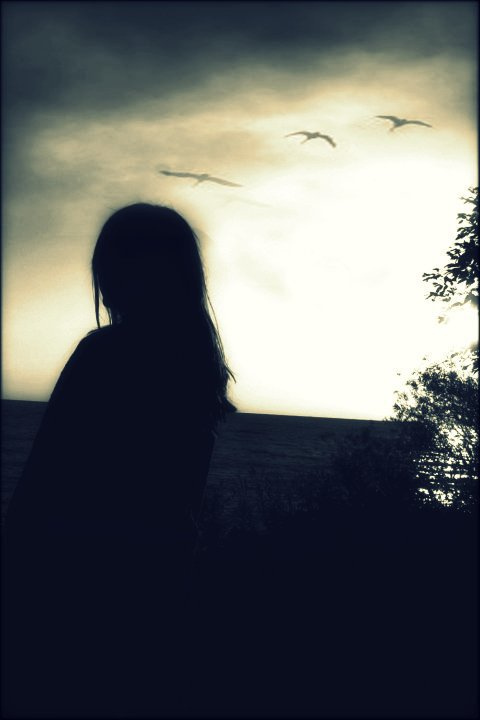
Mulheres, adolescentes, idosos e doentes crônicos são os mais afetados.

Existem outras classificações de transtornos de humor usadas popularmente, mas ainda não adicionadas ao dicionário:
- Depressão pós-parto (atinge 15-30% das mães e pode atingir os pais também);[1]
- Depressão sazonal (causada pelo inverno severo);
- Depressão atípica (aumento da fome, sono e intensidade das reações);
- Depressão catatônica (depressão com forte prejuízo na capacidade de se movimentar);
- Ciclotimia com ciclagem rápida (humor variando entre depressivo e eufórico em apenas algumas horas).[7]

## Causas
- Fatores genéticos;
- Personalidade neurótica;[8]
- Alterações hormonais durante a gestação;
- Drogas estimulantes do sistema nervoso central (ex: anfetaminas);
- Drogas depressoras do sistema nervoso central (ex: álcool[9] e benzodiazepínicos[10]);
- Inverno severo e prolongado;[11]
- Frustrações e ansiedade intensas e recorrentes;[12]
- Lesões cerebrais;
- Neurotoxinas.

## Prevalência

Segundo a OMS, atualmente estima-se que 340 milhões de pessoas estão sofrendo com algum transtorno de humor, sendo mais comum e mais grave nos países em desenvolvimento.

Em prontuários hospitalares a frequência de pacientes diagnosticados com algum transtornos do humor está entre 20% a 60% sendo o mais comum depressão moderada ou grave. O número de casos na população de um local depende das características sociodemográficas, do tipo e gravidade das enfermidade associadas, dos critérios e definições usados na investigação.
Transtornos do humor frequentemente estão associado com outras doenças. Entre pacientes com dor crônica 30% a 54% possuem os critérios para depressão maior. Entre os com distúrbio na tireoide esse índice chega a 17%. Em pacientes com diabetes entre 11% e 31% desenvolvem depressão. Após infarto agudo do miocárdio varia entre 17% e 27%. Entre pacientes participantes de programas de diálise em doença renal terminal a prevalência da depressão chega a 25%. E entre os idosos que tiveram Acidente Vascular Cerebral (AVC) chega a 15%. Em doenças neurológicas como Alzheimer e Parkinson os sintomas de depressão maior podem ser identificados em até metade dos casos.

## Tratamento
Depressão e distimia geralmente são tratadas com Inibidores seletivos da recaptação da serotonia (ISRS), um tipo de antidepressivo com poucos efeitos colaterais, mas existem diversas outras opções. Episódios maníacos podem ser tratado com um estabilizante de humor. E transtornos mistos podem ser tratados com uma combinação dos dois ou com sal de lítio. Caso existam sintomas de psicose (como alucinação) podem ser usados também antipsicóticos.